# Bufaler bec-roig
El bufaler bec-roig (Bubalornis niger) és un ocell de la família dels ploceids (Ploceidae).

## Hàbitat i distribució
Habita sabanes àrides, des del sud i est d'Etiòpia i Somàlia, cap al sud, a través de l'extrem oriental de Sudan del Sud i Kenya fins al nord i centre de Tanzània. Des de l'oest i sud d'Angola, sud-oest, centre i est de Zàmbia i oest i sud de Zimbabwe cap al sud fins al centre de Namíbia, nord i est de Botswana, sud-oest de Moçambic i nord-est de Sud-àfrica.